# TeXworks
TeXworks は TeX ドキュメントの制作を目的とした総合環境。TeX の編集に特化したエディタに、TeX を出力したPDFのプレビュー機能を有する。デフォルトの文字コードはUTF-8である。SyncTeX 機能を有し、TeX エディタウィンドウとPDFプレビューウィンドウの同期処理が行われる。
TeXworks は、TeX ディストリビューションの TeX Live、W32TeX、MiKTeX にはWindows 用が、MacTeXには Mac OS X 用が標準で含まれている。